# Al-Mustadhi (Abbasside)
Pour l’article homonyme, voir Al-Mustadhi.
Abû Muhammad al-Mustadhî bi-'Amr Allah al-Hasan ben al-Mustanjid, surnommé Al-Mustadhî, est le fils d’Al-Mustanjid. Né en 1142, il succède à son père comme trente-troisième calife abbasside de Bagdad en 1170. Il meurt en 1180 et son fils An-Nasir lui succède.

## Biographie
En 1171, Salâh ad-Dîn (Saladin) abolit le califat chiite Fatimide à la suite du décès du jeune calife Al-Adid. Il fait serment d'allégeance envers Al-Mustadhî. Désormais l’Égypte, la Syrie et l’Irak sont de nouveau sous l’autorité du Calife Abbasside et reviennent au sunnisme.L'historien Ibn al-Jawzi  écrivit que le Calife réduisit les impôts, qui le fit  devenir très populaire auprès de ses sujets, qui ont construit de nombreuses mosquées, des écoles et Ribat (monastère-forteresse).

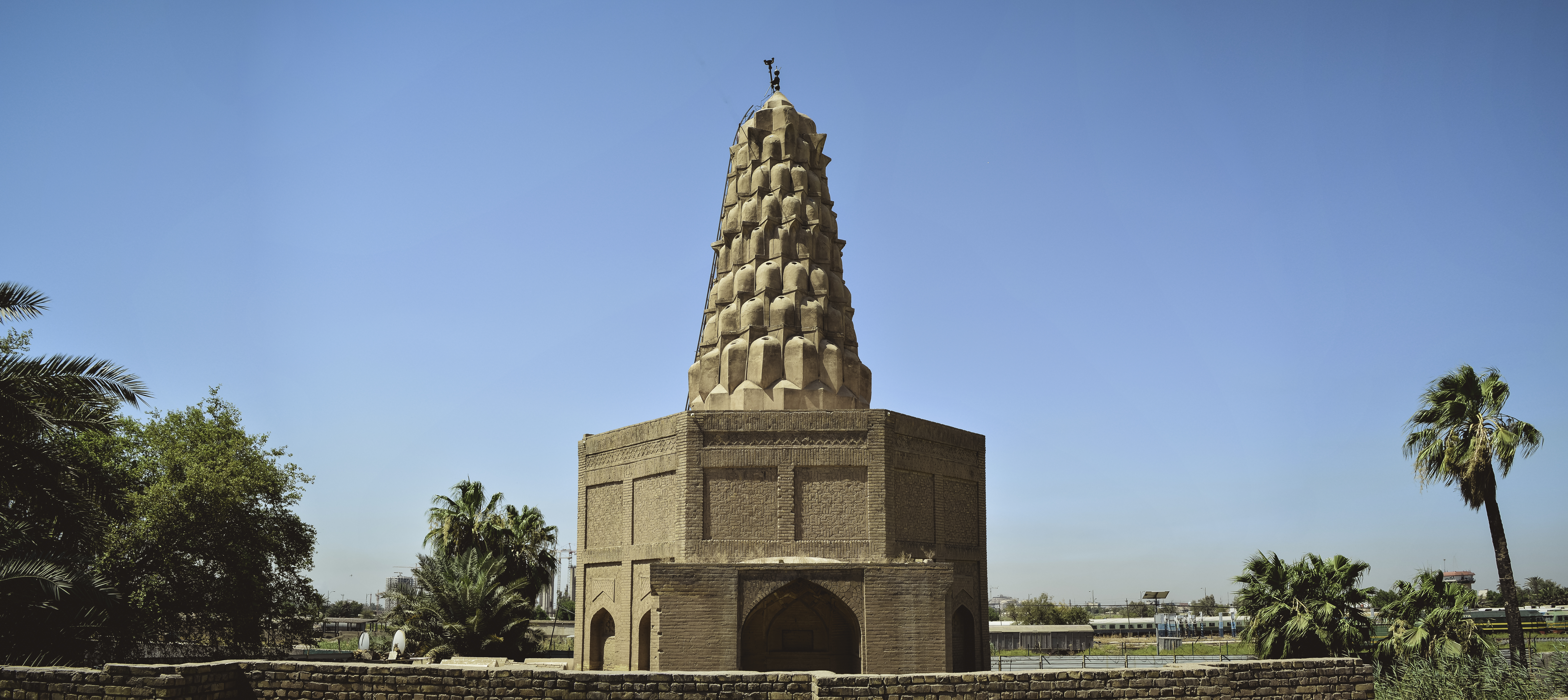
Mausolée de Zumurrud Khatun, son épouse, à Bagdad.

Beniamino de Tolède, qui voyagea dans les domaines abbassides entre 1160 et 1173, écrivit pendant son voyage:
« …à deux jours de Akbara se dresse Bagdad, la grande métropole du Calif Emir-al-Mumenin al Abassi, Amir al-Mouminine, de la famille de leur prophète, qui est le chef de la religion mahométane. Tous les rois mahométans le reconnaissent, et il a la même autorité sur eux que le pape sur les chrétiens. Le palais du calife de Bagdad s'étend sur trois miles. Il contient un grand parc rempli de toutes sortes d'arbres, à la fois utiles et décoratifs, et toutes sortes de bêtes, ainsi qu'un étang d'eau transporté là depuis le fleuve Tigre, et chaque fois que le Calife veut avoir du plaisir et des réjouissances, les oiseaux, les animaux et le poisson sont préparés pour lui et ses courtisans, qu'il invite à son palais. Ce grand abbasside est extrêmement gentil aux Juifs, beaucoup de ses officiers sont de cette nation, il connaît toutes les langues, est très versé dans la loi mosaïque et lit et écrit en hébreu. Il ne profite de rien qui n'ai été créé de ses propres mains, et produit ensuite des couvertures, qu'il tamponne avec son sceau, et ses officiers les vendent sur le marché…  »